# 石坂文庫

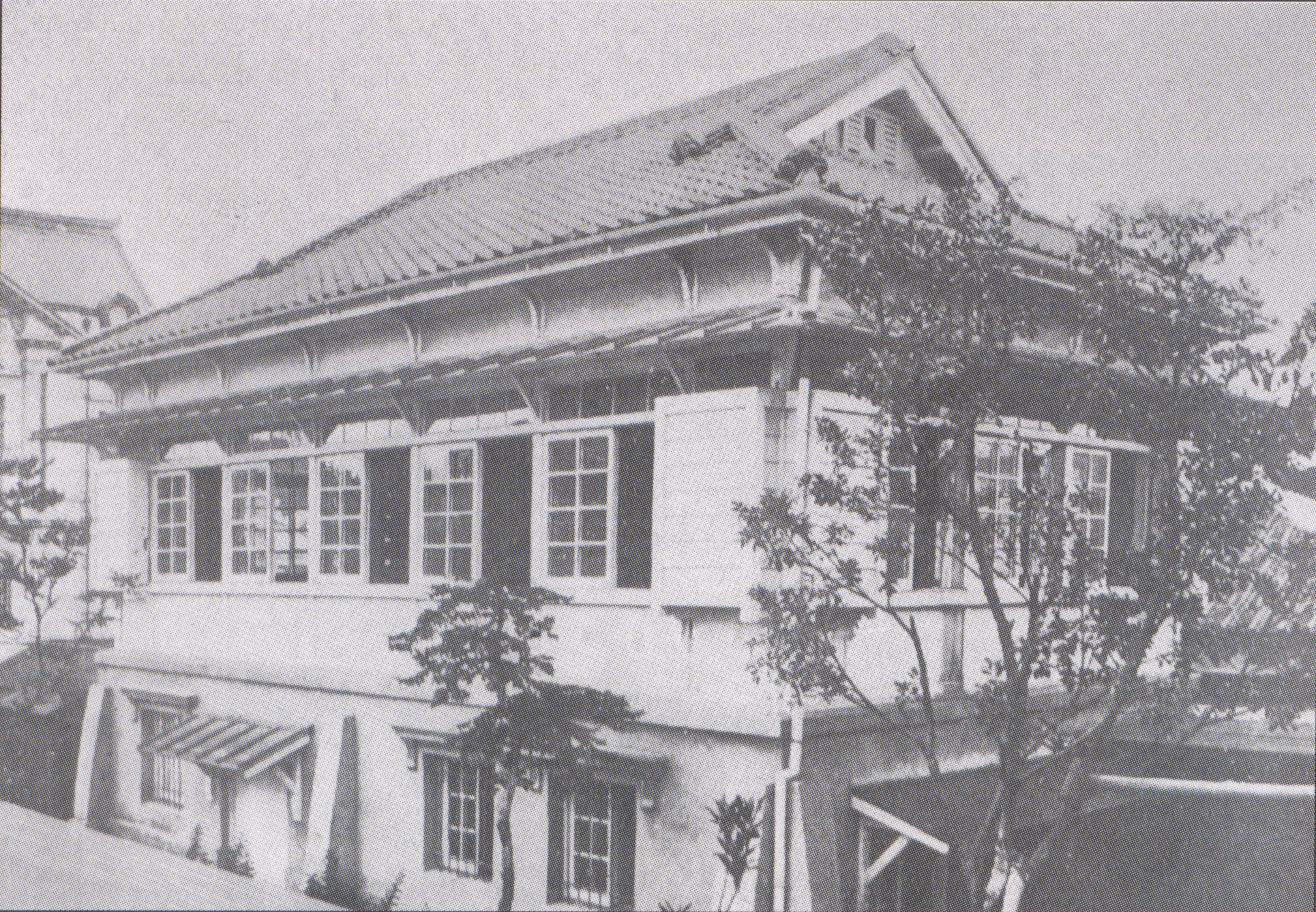
石坂文庫

石坂文庫為台灣第一家私人設立之圖書館，也是台灣第一家免費進入之公共圖書館，在日治時代成立於基隆市，為現今基隆市文化局圖書館之前身。

## 歷史
台灣日治初期已設置第一家公共圖書館「台灣文庫」，但該文庫沿用日本圖書館的舊例，需要付費入館。1909年，來自日本群馬縣、曾任中學老師的石坂莊作有感於台灣圖書資源的缺乏，在基隆成立了可以免費瀏覽的「石坂文庫」。文庫座落於「基隆市日新町一丁目三番地」，也就是今日基隆市義一路台灣銀行基隆分行右側。館舍為兩層樓木造建築，一共藏有八千餘本書（日後擴展至近兩萬本），一樓有報紙雜誌閱覽室、新到圖書陳列室、吸煙閱覽室等，二樓則有男閱覽室與婦女閱覽室、目錄櫃等，組織與現代圖書館無異。且庭院內還設有角力場與健身器材，供民眾免費使用。
石坂文庫最大的特色在於「巡迴圖書館」的概念：任何機關學校只要經過申請並自付運費，文庫即可出借圖書，為期一個星期。根據紀錄，該文庫曾經巡迴到臺東、花蓮等地，最遠甚至到達中國的廈門、福州與日本的沖繩。
石坂文庫於1932年捐給基隆市役所（基隆市政府前身），改名為基隆市立基隆圖書館；二次大戰後，改名為基隆市立圖書館，並遷移至基隆市立醫院門診中心現址。經過多次改制，目前為基隆市文化局圖書館，位於基隆文化中心二、三樓。

## 外部連結
- 基隆市政府文化局 圖書資訊課
- 基隆市政府文化局圖書館